# ما الذي جرى في سوريا (كتاب)
ما الذي جرى في سوريا هو الكتاب الرابع للأستاذ محمد حسنين هيكل، وقد صدر سنة 1962.

## الوصف
الكتاب من القطع المتوسط ضمن 198 صفحة، وكان تفاعلا تلقائيا مع المشهد العنيف الذي شهدته دمشق فجر يوم 28 سبتمبر سنة 1961 (انقلاب 1961)، والذي كان من أعقد المواقف التي عانتها الأمة العربية، وهو تجميع لمقالاته عن وحدة مصر وسوريا من نشأتها إلى فشلها.

## فصول الكتاب
يحتوي الكتاب على 14 فصلا:
1 - هجوم الربيع الذي نجح في الخريف!
2 - ما الذي جرى في سوريا؟
3 - من المسئول عن إتمام الوحدة بين مصر وسوريا؟
4 - ما أشبه الليلة بالبارحة.
5 - نقط الضعف في تجربة الوحدة.
6 - المشاكل الصغيرة في تجربة الوحدة وكيف عطلت زحف الشعب العملاق؟
7 - حكاية حزب البعث في تجربة الوحدة.
8 - حكاية عبد الحميد السراج.
9 - من هم الذين قاموا بالانقلاب في سوريا.
10 - طبيعة المعركة ضدنا وحدودها.
11 - وحدنا في المعركة.
12 - 3 قوى تتجمع ضدنا.
13 - الليالي القادمة في الشرق الأوسط.
14 - مرحلة الصراحة والوضوح.